# Araneus ventricosus
Araneus ventricosus är en spindelart som först beskrevs av Ludwig Carl Christian Koch 1878.  Araneus ventricosus ingår i släktet Araneus och familjen hjulspindlar.

## Underarter
Arten delas in i följande underarter:
- A. v. abikonus
- A. v. globulus
- A. v. hakonensis
- A. v. ishinodai
- A. v. kishuensis
- A. v. montanioides
- A. v. montanus
- A. v. nigelloides
- A. v. nigellus
- A. v. yaginumai

## Bildgalleri

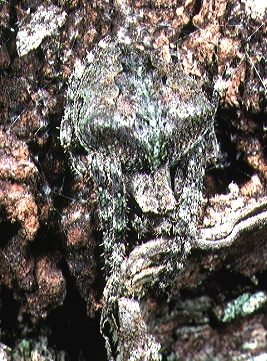
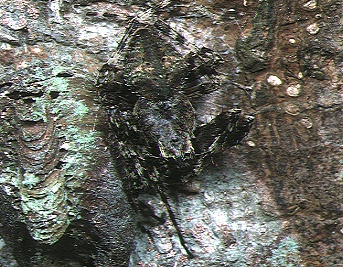
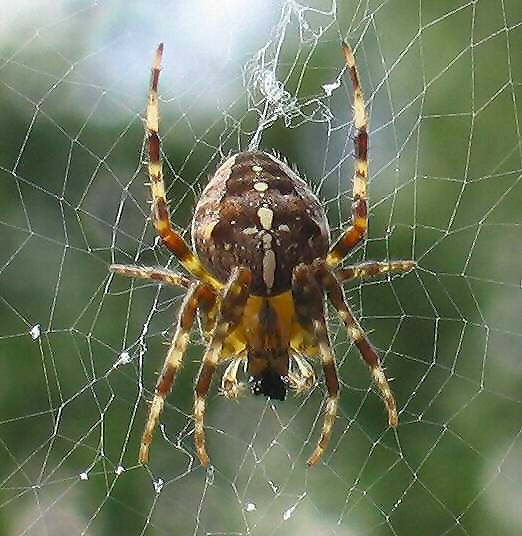
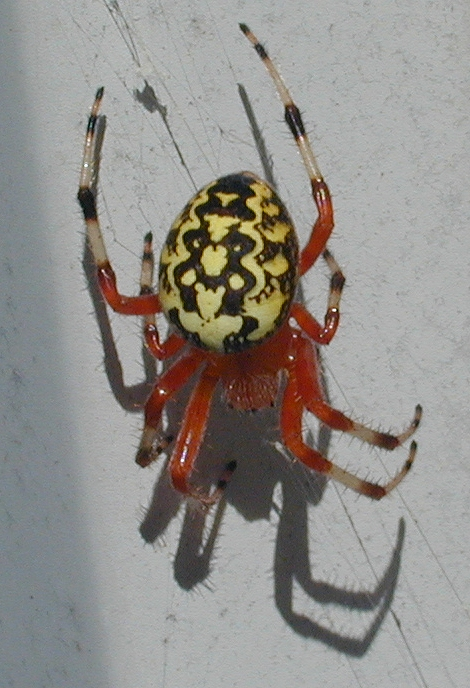